# Hang Kia
Hang Kia là một xã thuộc huyện Mai Châu, tỉnh Hòa Bình, Việt Nam.
Xã Hang Kia có diện tích 22,85 km², dân số năm 1999 là 2195 người, mật độ dân số đạt 96 người/km².

## Dân tộc
Xã Hang Kia là nơi sinh sống chủ yếu của cộng đồng người dân tộc H'Mông. Hiện nay, nhờ sự phát triển của xã hội, xã Hang Kia đã khá phát triển, cuộc sống đổi mới nhiều.

## Hoạt động du lịch phát triển
Dựa vào cảnh quan thiên nhiên đẹp đẽ, hoạt động du lịch ở Hang Kia đang dần đổi sắc. Hang Kia là nơi săn mây nổi tiếng tại miền Bắc cùng với Tà Xùa. 

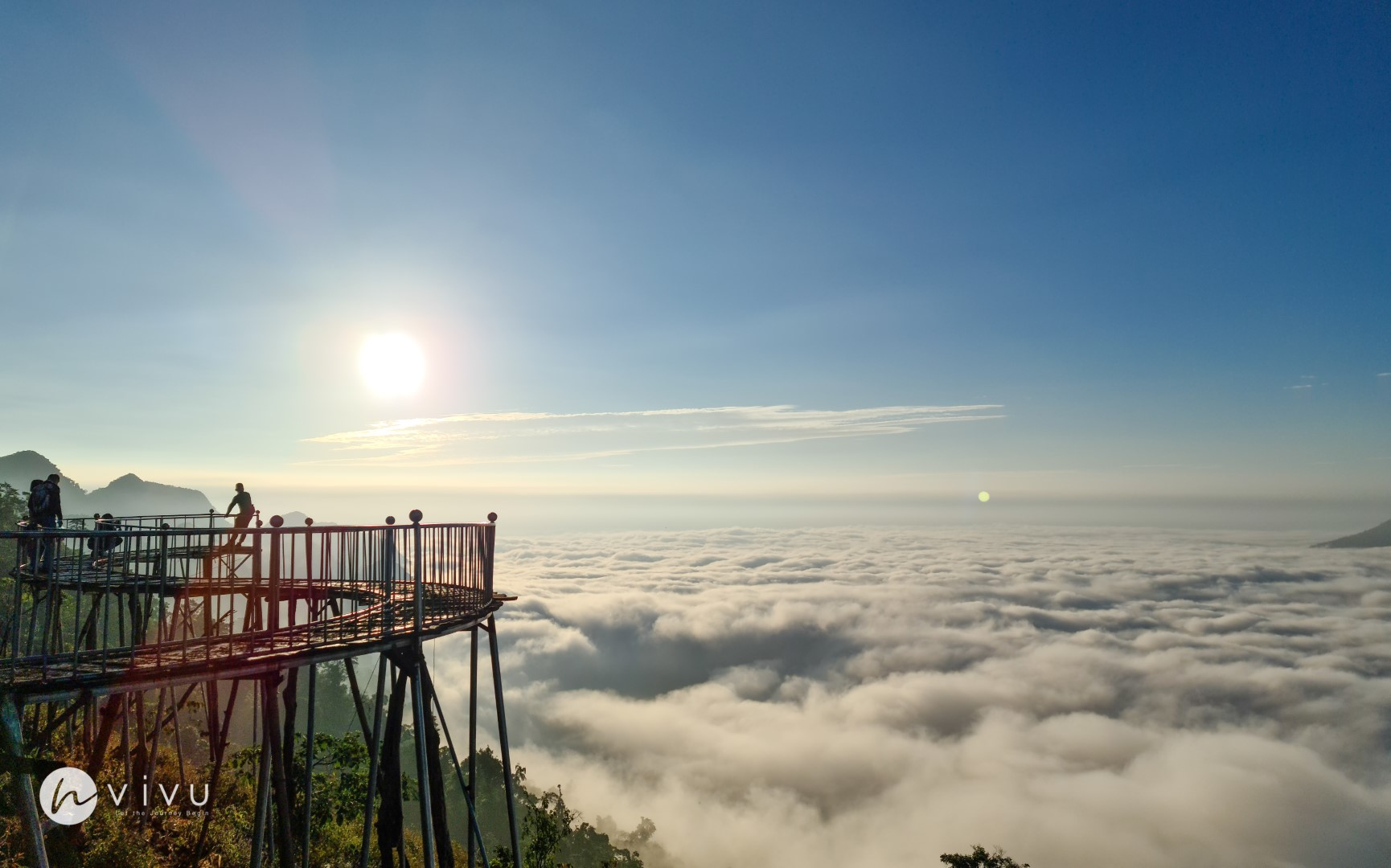
Hang Kia - một trong những địa điểm săn mây lý tưởng tại miền Bắc

Ngoài ra văn hóa dân tộc cũng được trú trọng, tạo nên nhiều trải nghiệm giúp khách du lịch làm quen và khám phá cuộc sống của người dân bản địa. Trong đó có nhiều hoạt động rất hấp dẫn như:
- Trải nghiệm hử vẽ tranh bằng sáp ong.
- Thử tài thêu thùa, dệt thổ cẩm, nhuộm chàm cùng các chị em phụ nữ dân tộc H’Mông.
- Giã bánh dày truyền thống cùng đồng bào H’Mông.
- Tìm hiểu cách làm giấy truyền thống bằng cây Giang của người dân bản địa.
- Lái xe dọc theo những cung đường núi quanh co ở thung lũng Hang Kia.
- Thưởng thức các món đặc sản đặc trưng của nơi đây như lợn mán đen, gà thả đồi, cá suối, hay các món rau rừng vừa sạch vừa ngon. Đặc biệt là món măng lay chấm cùng món nước chấm truyền thống có một không hai tại Hang Kia.